# Wikov
Prostějovská továrna Wichterle a Kovářík a.s., zkráceně WIKOV, byl strojírenský podnik v tehdejším Československu.

## Vznik firmy
Firma vznikla 22. prosince roku 1918 sloučením dvou prostějovských firem Wichterle a Kovářík. Firma Wichterle, kterou založil František Wichterle, vyráběla již od 80. let 19. století zemědělské stroje a postupně se rozrůstala. Do její činnosti patřily i opravy zemědělských strojů. V roce 1888 koupil František Wichterle jiný zkrachovaný podnik a svoji firmu rozšířil o další provozy včetně slévárny. Kromě zemědělských strojů firma vyráběla motory, parní kotle, ozubená kola, elektromotory, nástěnné výtahy či zařízení pro provoz jatek. Firma F. a J. Kovářík, kterou vlastnili bratři inženýři František a Josef Kováříkové, vyráběla od roku 1894 pluhy a nářadí na zpracování půdy, postupně přešla k obdobnému sortimentu, jako firma Wichterle. Ač byly tyto dvě firmy konkurenční, již za první světové války vzájemně spolupracovaly, což vedlo k jejich sloučení těsně po vzniku samostatné Československé republiky.

## Výroba zemědělských strojů

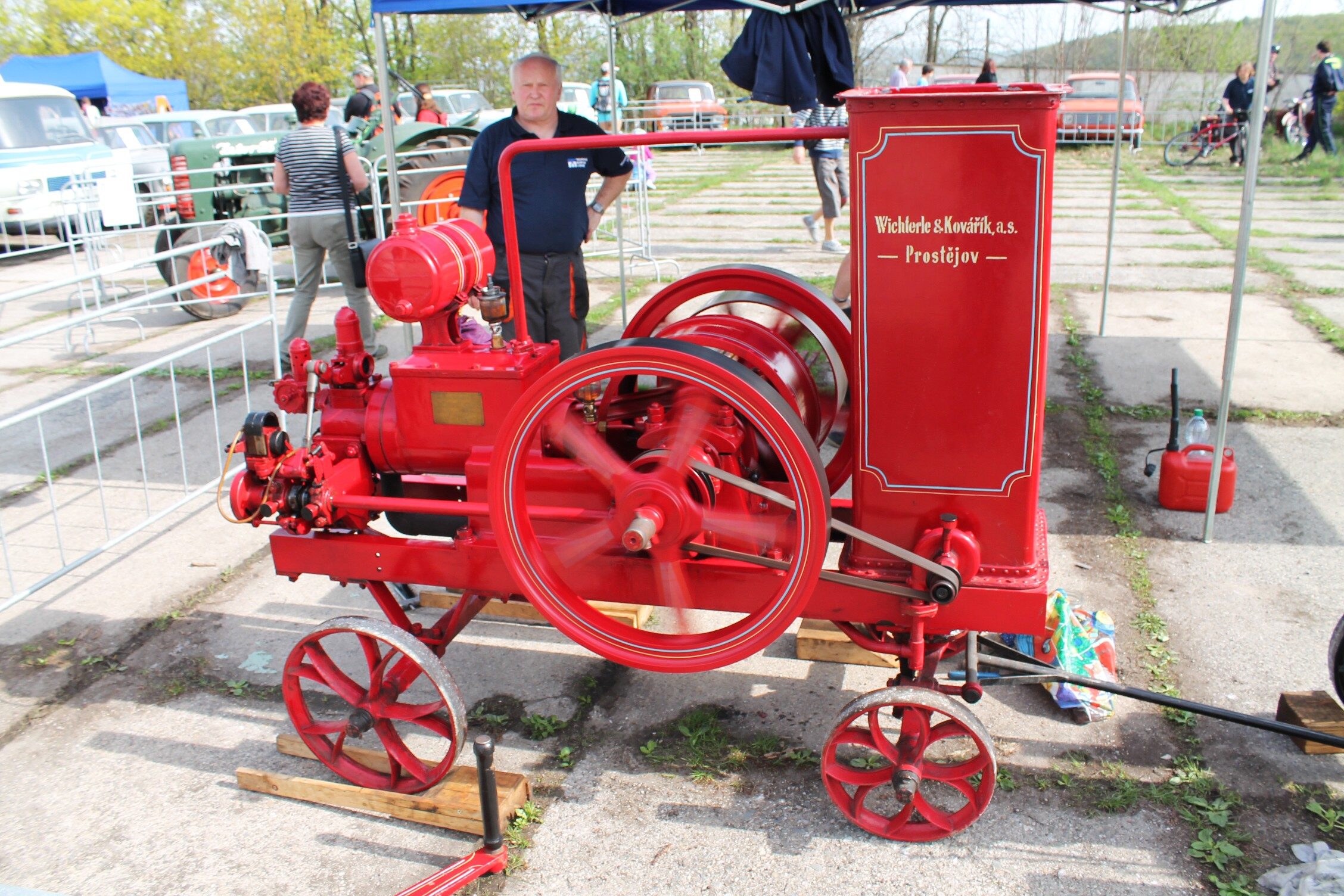
Stacionární motor Wikov

Wikov nejenže pokračoval ve výrobě tradičních výrobků, ale postupně s rozvojem techniky docházelo k produkci dalších výrobků. Firma se stala největším výrobcem zemědělské techniky v Československu. V roce 1929 začala firma vyrábět zemědělské traktory. Za druhé světové války byla výroba zemědělských strojů a zařízení omezena a firmě byla vnucena výroba pro německé válečné hospodářství. V roce 1948 byla firma znárodněna a stal se z ní podnik Agrostroj Prostějov.

## Výroba automobilů

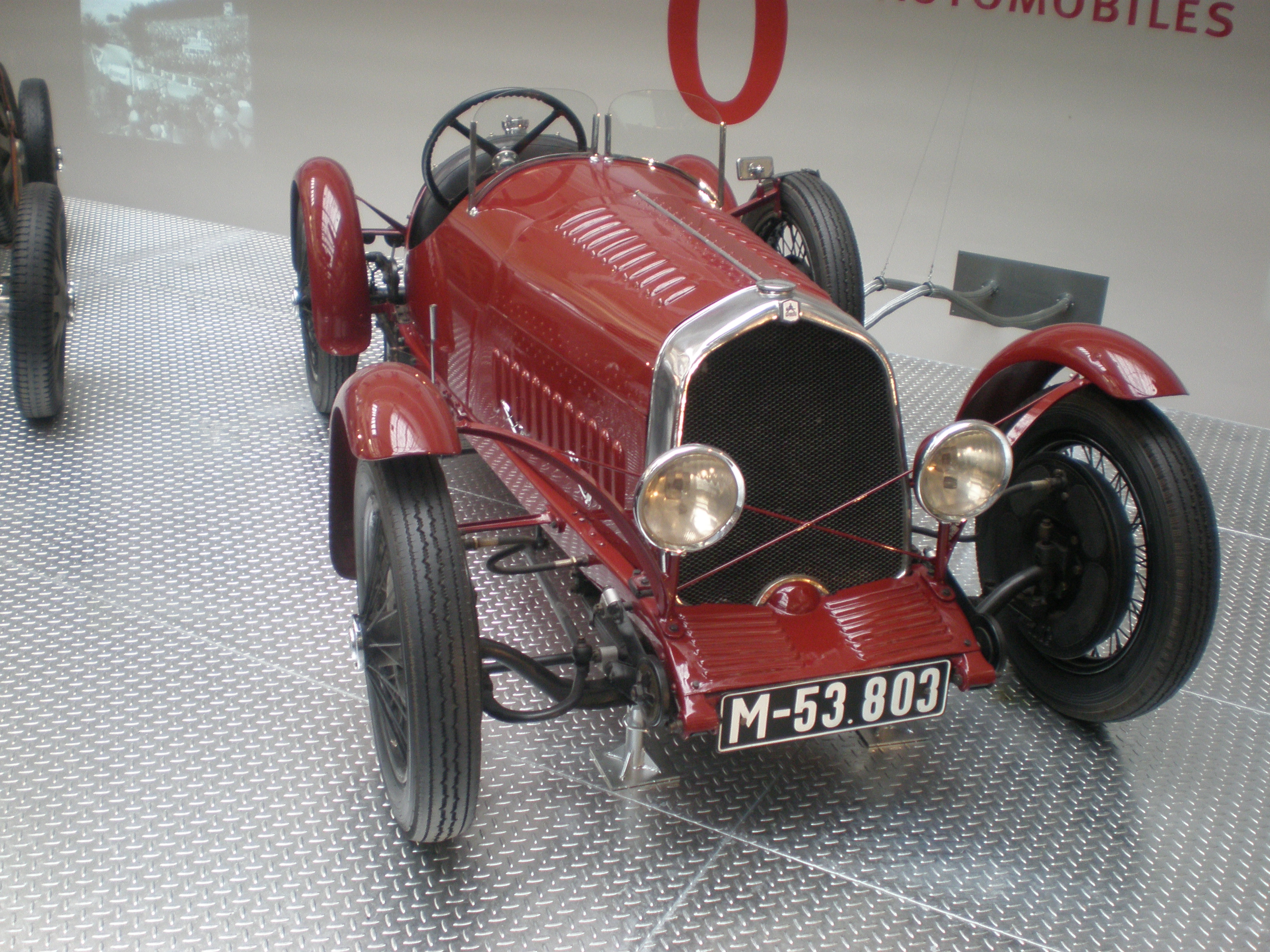
Wikov 7-28 Sport

V roce 1924 začala z podnětu Ing. Dr. Františka Kováříka výroba automobilů Wikov, která však trvala jen do roku 1940. Cílem firmy byla malosériová produkce vozů pro bohaté zákazníky. Firma začala experimentovat s prvními prototypy automobilů v roce 1924, ty ale byly vyrobeny jen v počtu několika málo kusů (Wikov IV/16). Za první sériově vyrobené auto firmy Wikov se tak považuje až model Wikov 7/28 z roku 1925. Vzhledem k vysoké ceně vzniklo těchto automobilů nakonec jen 280 kusů.
Následoval technicky ještě dokonaleji provedený model Wikov 35 z roku 1932, jehož výhodou byla velmi dobrá aerodynamika. Ani tento vůz nezaznamenal výrazný prodejní úspěch, a za tři roky se vyrobilo jen 150 kusů. Zajímavostí je, že tento vůz byl již vybaven volantem na levé straně, tak jak to známe dnes, a to i přesto, že strany provozu byly změněny až později. Již ve 30. letech se ale o této změně uvažovalo a firma Wikov se na to připravila.

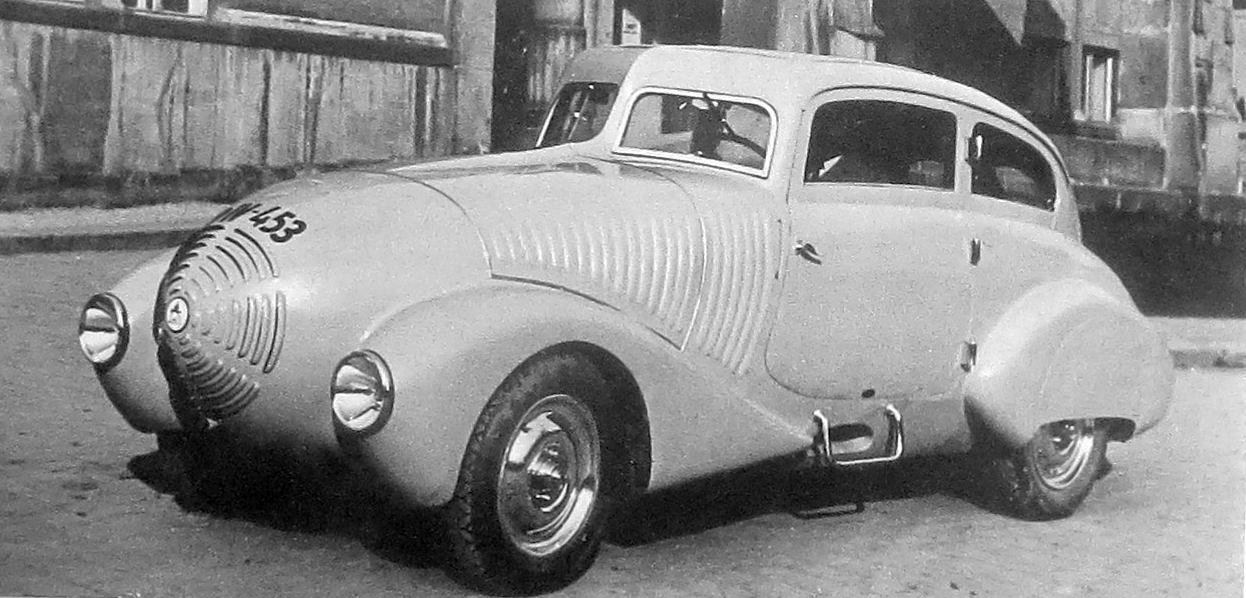
Sportovní vůz Wikov 35 "Kapka" - první aerodynamické vozidlo vyráběné v ČSR

Na podvozku modelu 35 vznikl vzhledově nejzajímavější vůz továrny Wikov - Kapka, což byl první aerodynamický vůz vyráběný v Československu a jeden z prvních na světě. Za celou dobu se ale vyrobily jen tři kusy (podle některých pramenů až 6). Problém tohoto vzhledově aerodynamického vozu byl v tom, že jeho skutečné aerodynamické vlastnosti nebyly příliš dobré, navíc přidané aerodynamické štíty zvýšily váhu vozu o více než 100 kg.
V roce 1933 bylo vyrobeno několik luxusních vozů typu Wikov 70 a v roce 1934 se začal vyrábět model Wikov 40, jehož vzniklo 330 kusů.
Celkově bylo ve firmě Wikov vyrobeno za dobu její existence asi jen 800 osobních automobilů a 100 nákladních, díky tomu jsou dnes vozy této značky vysoce ceněny mezi sběrateli.
Výroba automobilů Wikov v letech 1932-1937
|           | 1932 | 1933 | 1934 | 1935 | 1936 | 1937 | 1932-7 |
| osobní    | 81   | 54   | 58   | 39   | 25   | 7    | 264    |
| nákladní  | 26   | 19   | 11   | 10   | 10   | 5    | 81     |
| autobusy  | 5    |      | 1    | 1    |      | 2    | 9      |
| speciální |      |      |      | 2    |      |      | 2      |
| celkem    | 112  | 73   | 70   | 52   | 35   | 14   | 356    |